# Привольное (Черняховский район)
Приво́льное (до 1938 — Нойнишкен, до 1947 — Нойнассау, бывш. Восточная Пруссия) — посёлок сельского типа в Черняховском районе Калининградской области России. Входит в состав Калужского сельского поселения.

## География
Расположено на реке Инструч, к северо-востоку от города Черняховск.

## История
Первые письменные упоминания о Нойнишкене относятся к 1578 году. После эпидемии чумы 1709—1711 годов Нойнишкен обезлюдел. Были приглашены колонисты из Швейцарии, они придерживались реформатской церкви. В 1720 году была построена школа. В 1748 году у здания школы была построена маленькая часовенка, в которой стали проводить богослужения. Большие споры развернулись вокруг постройки кирхи (соседние церковные общины были лютеранские). В 1781 году король Фридрих Великий разрешил строительство реформатской кирхи. 16 июня 1802 года Нойнишкен посетил король Фридрих Вильгельм III, который подарил для строительства кирхи 1200 марок и лесоматериал. И в 1808 году кирха была освящена. В 1872—73 годах кирха была перестроена из кирпича. Польская реформатская община подарила серебряные чашу и кувшин для вина. В 1840 году в кирхе был установлен орган. В 1938 году был переименован в Нойнассау.
До 1945 года Нойнассау (Нойнишкен) входил в состав Восточной Пруссии, Германия. С 1945 года входил в состав РСФСР, СССР. Ныне в составе России. В 1947 году переименован в Привольное.

## Население
| 1910 | 1933 | 1939 | 2002 | 2010 |
| ---- | ---- | ---- | ---- | ---- |
| 439  | ↘373 | →373 | ↗667 | ↘590 |

## Социальная сфера
Привольненская средняя школа.